# Cumnor
Cumnor is een civil parish in het bestuurlijke gebied Vale of White Horse, in het Engelse graafschap Oxfordshire met 5755 inwoners.

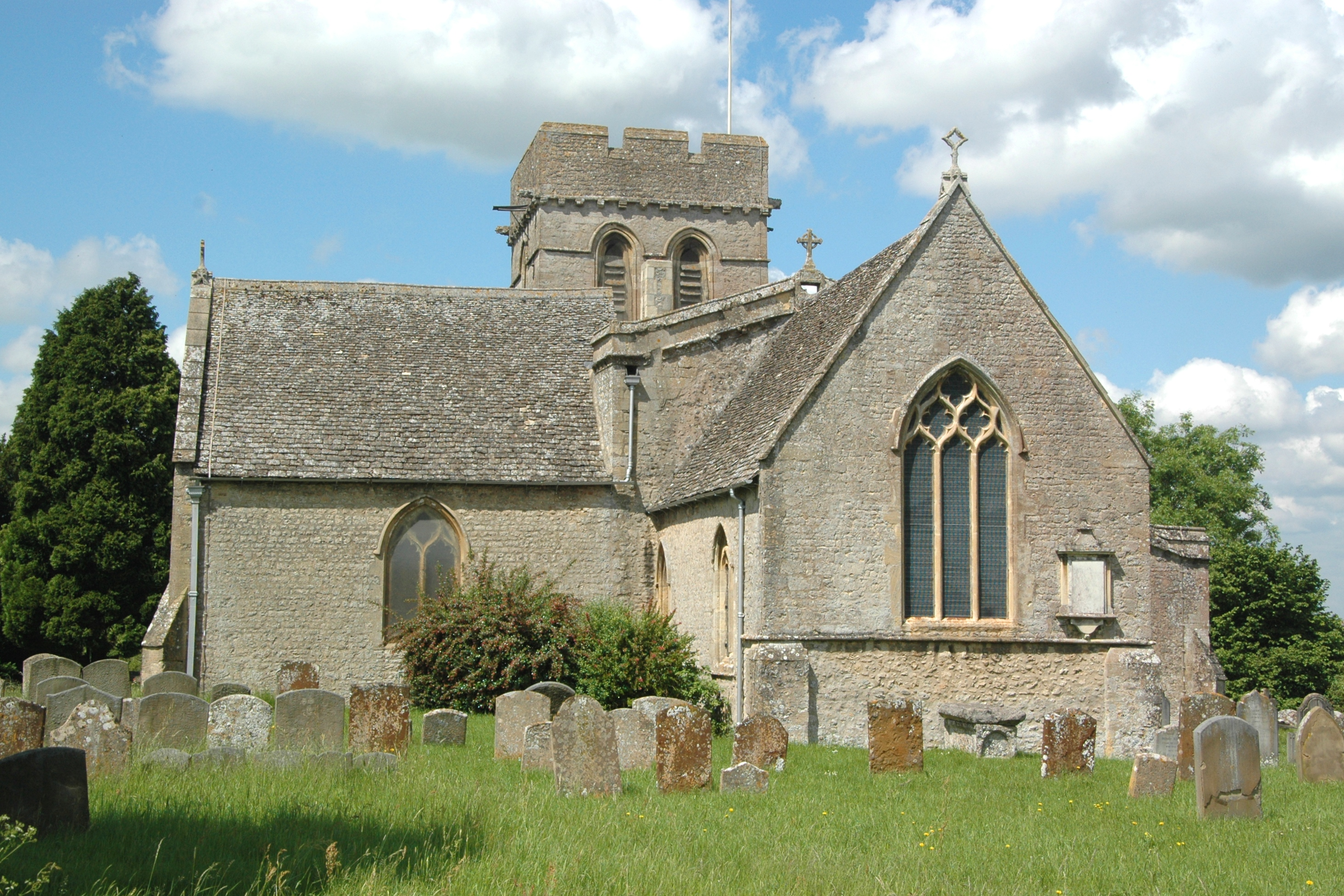
Kerk van St. Michael